# Verde-giallo
Verde-giallo è il colore mostrato nella tabella a destra.
Il verde-giallo è un colore ufficiale delle matite Crayola, create nel 1949, benché il colore della Crayola sia molto più tendente al giallo di quello mostrato nella tabella.